# Делень (Хочень, Васлуй)
Делень, Делені (рум. Deleni) — село у повіті Васлуй в Румунії. Входить до складу комуни Хочень.
Село розташоване на відстані 274 км на північний схід від Бухареста, 23 км на південний схід від Васлуя, 77 км на південний схід від Ясс, 121 км на північ від Галаца.

## Населення
За даними перепису населення 2002 року у селі проживали 566 осіб, усі — румуни. Усі жителі села рідною мовою назвали румунську.